# 競歩

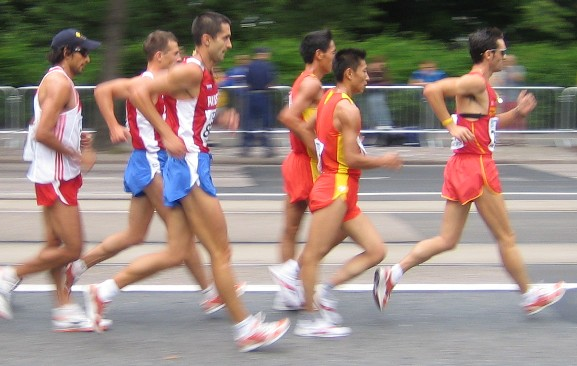
2005年世界陸上競技選手権大会における男子20kmの競技模様

競歩（きょうほ）は、トラックあるいは道路上で決められた距離を歩く速さを競う陸上競技種目である。競技会では50kmWのように最後にW (walk) を付けて表記する。

## 概要

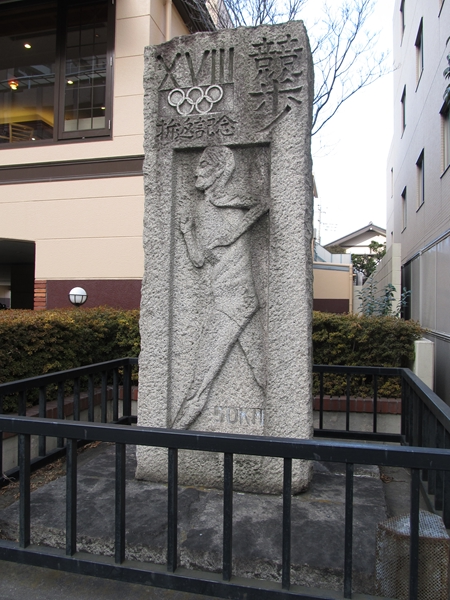
1964年東京オリンピック競歩50km折り返し碑（府中市 (東京都)）

後述のルールに沿った歩型（フォーム）を維持しながら歩かなければならず、順位やタイムだけでなく厳しいルール（失格）との戦いがある。競歩のルールは幾度か改正が行われている。国際大会の実施種目も近年変更されており、例えば2024年パリオリンピックでは、個人種目の男女20km競歩と、男女ペアによる42.195kmの混合競歩リレーが行われた。
歩く競技とはいえ、一流競技者となるとその速度は一般人の走っているものにも劣らない。2014年現在、男子50kmの世界記録は3時間32分33秒であり、これをマラソンの距離である42.195kmに換算すると2時間59分20秒である。この換算タイムはいわゆるサブスリーと呼ばれ、マラソンのセミプロランナーレベルである。
また、体力の消耗が激しい場合、マラソンならば速度を落として「歩きだす」といった光景が見られるが、競歩の場合は（スピードは速いが）競技自体が歩いている状態であるうえ、日常生活における普通の歩行法を行うと「ベント・ニー」の反則（後述）と判定され失格になる可能性もあるため、バテてしまうと歩行すら困難になってしまい完歩すら出来なくなるなど、イメージとは裏腹にかなり過酷なスポーツである。近年日本男子勢が強化策の一環としてサロマ湖100キロウルトラマラソンを完歩するという過酷なチャレンジをしている。世界陸連は非公認であるが、2時間などの一定時間で歩いた距離を競う競技や、欧米では100km競歩の競技会も行われ、世界記録も存在する。
道路で実施する競技会の場合、周回コースで行われるため、マラソンなどと比べて応援しやすく、国際大会ともなると時間とともに多くの観衆でコース周辺が埋め尽くされる（マラソンと同様に、公道の場合コース上での観戦は入場料はかからない）。競歩だけの国際大会も盛んで、2年に一度開催される世界競歩チーム選手権大会はまさに世界最大の競歩競技会である。

## オリンピックと世界陸上での扱い

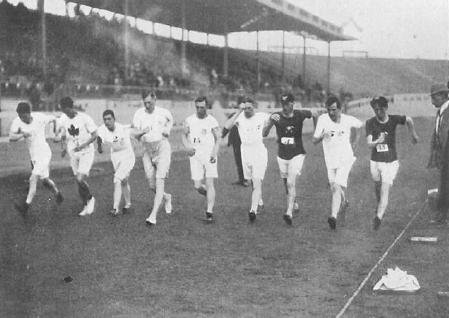
1908年ロンドンオリンピック男子3500m競歩

オリンピックにおける初の競歩競技は、1906年アテネ中間大会で男子トラック競技として1500mと3000mの2種目が行われた。その後、1908年ロンドン大会では3500mと10マイル、1912年ストックホルム大会では10000m、1920年アントワープ大会では3000mと10000m、1924年パリ大会では10000mのみが行われた。1932年ロサンゼルス大会からは道路を使用し50kmを実施した。同時に、競歩の定義を「いずれかの足が常に地面から離れないように前進することである」と再確認した。
戦後、1948年ロンドン大会と1952年ヘルシンキ大会は50kmとトラック10000mが行われ、1956年メルボルン大会で10000mは道路の20kmとなり、それ以降は1976年モントリオール大会で50kmが実施されなかったのを除き、男子は50kmと20kmが実施されていた。1964年東京大会でも20kmと50km競技が行われ、50kmでアブドン・パミッチが2大会連続でメダルを獲得している。
1992年バルセロナ大会では初の女子種目として10kmが実施され、2000年シドニー大会から女子も男子と同じ20kmに延長された。なお、世界陸上においての女子種目は2017年ロンドン大会と2019年ドーハ大会において20kmだけでなく50kmも実施された。
2019年2月6日、国際陸連（当時）は、五輪や世界選手権などの競歩の実施種目を、現行の「50kmと20km」から「30kmと10km」に短縮する案を3月の理事会に諮ると発表した。合わせて、歩型違反を判定する靴底の「電子チップ導入」も提案された。3月11日の理事会での協議の結果、電子チップ導入は見送られたが、2022年より競歩の距離は「10kmから35kmまでの間の2種目」と定められた。この結果、オリンピックの50kmは2021年の東京大会を最後に廃止となり、2022年世界陸上競技選手権大会では男女とも20km競歩と35km競歩が行われた。
また、2024年パリオリンピックでは、42.195kmの男女混合競歩リレーが開催された。個人種目は20kmのみであった。
2026年からは35km競歩に変わりマラソンの距離と同じ42.195km競歩、20km競歩に変わりハーフマラソンと同じ距離の21.0975km競歩が行われる予定である。
全国高等学校総合体育大会には2001年熊本大会から導入された。それまでは普及度の関係で混成競技等と共に別日程（3週間遅れくらい）で全国高校選手権として実施されていた。導入後も普及・競技人口の関係で競歩と混成競技は各地区上位4名まで（2009年までは3名）が全国高等学校総合体育大会出場となる（他種目は上位6名まで）。

## ルール

### 歩型と反則

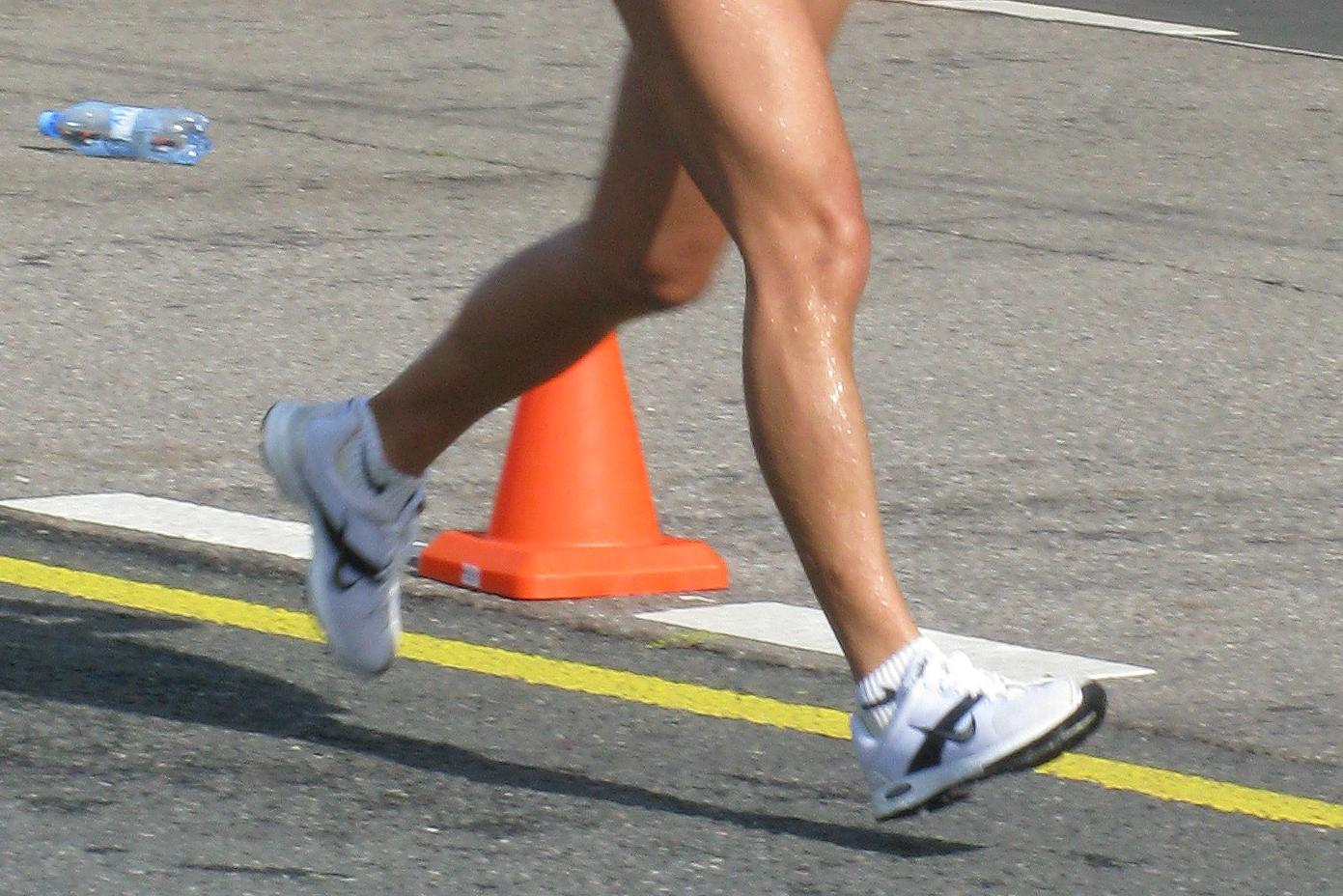
ロス・オブ・コンタクトの反則例。両脚とも地面から離れている

イエローパドル2種とレッドパドルの図

競歩競技の歩型には以下2つの定義が定められている。
- 常にどちらかの足が地面に接していること（両方の足が地面から離れると、ロス・オブ・コンタクトという反則。以前はリフティングという名称だった）。
- 前脚は接地の瞬間から地面と垂直になるまで膝を伸ばすこと（曲がるとベント・ニーという反則）。

この2つの定義に違反しているおそれがあると競歩審判員が判断したときに、競技者はイエローパドルを提示される（ロス・オブ・コンタクトの時は波型の書いてあるものを、ベント・ニーの時はくの字が書いてあるもの）。定義に明らかに違反している場合はレッドカードが発行される。

### 罰則
| レッドカード                                                      | ペナルティゾーン | ペナルティゾーン |
| レッドカード                                                      | なし             | あり             |
| ----------------------------------------------------------------- | ---------------- | ---------------- |
| 3枚                                                               | 失格             | 待機*            |
| 4枚                                                               | -                | 失格             |
| *待機時間はレース距離10kmで1分。 20km競歩は2分、35km競歩は3分30秒 |                  |                  |

| レッドカード | ペナルティゾーン |
| ------------ | ---------------- |
| チーム3枚    | 3分待機          |
| チーム4枚    | 1分待機          |
| チーム5枚    | 1分待機          |
| チーム6枚    | 1分待機          |
| チーム7枚    | 失格             |

ある競技者に対してのレッドカードが累積3枚になると、競技者は主任審判員よりレッドパドルにより失格を宣告される。ただし、主催者などが「ペナルティゾーン」を採用した競技会では、レッドカードが累積3枚になった競技者はペナルティゾーンにおいて所定の時間（20km競歩では2分、35km競歩では3分30秒など、レース距離10キロに対して1分）待機し、レースに復帰することができる。この場合は4枚目のレッドカードで失格となる。リレーの場合は、レッドカードがチーム合計3枚で3分待機し、以後1枚ごとに1分待機し、チーム合計7枚でそのチームが失格。
世界陸連（WA）やアジア陸連などが開催または認可する競技会、日本陸連主催・共催競技会では、ラスト100mで明らかに違反した競技者は、主任審判員の判定で累計レッドカード数に関係なく即失格を宣告される。これは無茶苦茶なラストスパートを抑制する目的で定められたものである。
たとえ競技者がフィニッシュした後でも、レッドカードが3枚揃っていた場合は失格となる（ペナルティゾーンありの場合は3枚で記録に待機時間を加算修正、4枚で失格）。この場合、主任審判員は速やかに対象の競技者を探し、失格の宣告を行う。そのため先着者が失格になってしまい下位でフィニッシュした競技者が繰り上げ入賞になる場面が度々見られる。現在は、失格の告知の遅れを防ぐために主任補佐を配置することができるようになっている。国内競技会では、全国高校総体や国民体育大会において、ラストスパートの競り合い時等に歩型を乱し、フィニッシュ後の失格が度々起こっている。競技会では途中棄権よりも失格者の方が多いということもしばしばである。途中棄権が少ないのは失格によって順位が変動することもあるため、諦めずフィニッシュへ向かうためと言われている。
競歩の場合、何度イエローパドルを提示されても失格には直接関係しない。一方で、一度もイエローパドルを提示されずにレッドカードが発行されて失格になるケースも稀だが発生することがある。

### 審判員

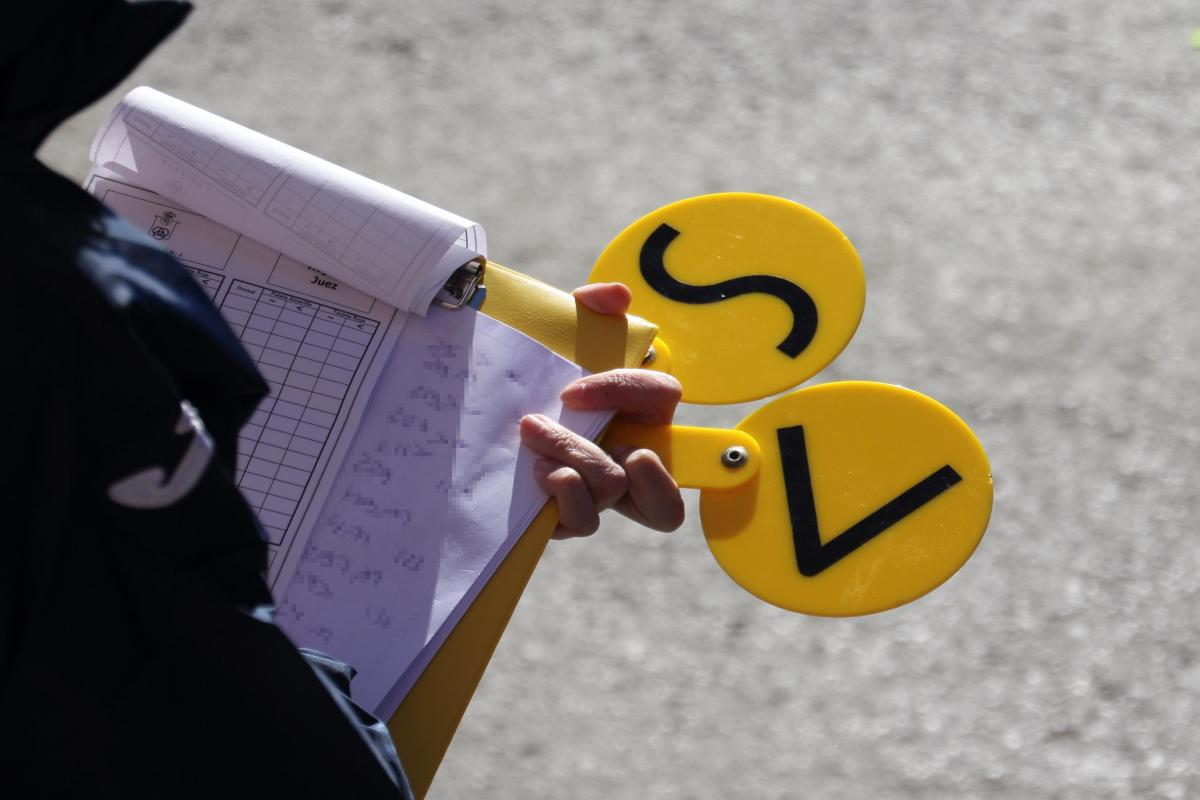
審判員の手元のイエローパドル

競歩審判員は道路種目では主任を含め6名以上9名以内、トラック種目では主任を含め6名で審判にあたる。主任審判員はレッドカードのとりまとめや失格の宣告等に専念し、特定の状況を除き競技者の判定には加わらない。ただし、前述の通りWAやエリア陸連が開催または認可する競技会、国内では日本陸連主催・共催競技会におけるラスト100mにおいて判定を行い一発失格にする権限を持つ。
オリンピック、世界選手権、世界競歩チーム選手権大会等では、WAゴールドレベルの競歩審判員が判定を行う。エリア陸連が開催または認可する競技会や、複数エリアの参加者による国際競技会では、WAブロンズレベル以上の競歩審判員が判定を行う。
日本陸上競技連盟主催および共催の競技会は、JRWJ（日本陸連競歩審判員、Japan Race Walking Judges）または日本陸上競技連盟が指名した競歩審判員が判定を行っている。ただし、世界記録や国際大会の参加資格記録など、WAが記録を認める要件としては、3人のWAブロンズレベル以上の競歩審判員が必要である。
競歩審判員を行うに当たり、前述のWA競歩審判員及びJRWJを除き、特別な資格は要せず、国内競技会においては、日本陸連公認審判員であれば、S級・A級・B級のいずれであっても競技規則上の資格制限はない。
1人の審判員は1人の競技者に対して、イエローパドルの提示はそれぞれの反則について1回ずつ、レッドカードはどちらかの反則について1回のみ出すことができる。つまり一人の審判員が何枚もレッドカードを発行することができず、主任審判員はレッドカードが3枚そろった時点でそれぞれのカードが異なる審判員のものであることの確認を行う。また国際大会ではレッドカードがそれぞれの違う国籍の審判員のものでなければ失格にならない。チームリレーでは、1人の審判が同じチームの異なる選手に1枚ずつレッドカードを発行する事が可能となる。
競技中、どの審判員がレッドカードを出したかは競技者本人には知らされない。審判員はレッドカードを発行すると連絡員を通じて主任審判員に提出する。その内容が競歩掲示板に表示される（国際大会では、通信装置が併用される）。掲示板には競技者のナンバーと違反した反則の記号が表示される。
審判の判定は必ず各審判員の目視のみで判定する。ビデオ判定は行われていない。また、周りの言動や野次などに惑わされることなく、自分の意思で判定を行う。また、審判員の中には、個人で判定基準を設けていることがある（1.踵からしっかり着地できているか、2.蹴った後の後足の高さ（巻き足）、3.集団の中の上下動、4.左右の膝の高さなど）が、正しくは定義についての違反があるかどうかが判断の基準であり、1.から4.などは注視するための目安でしかない。
各審判員のイエローパドル及びレッドカードの記録は集計用紙（サマリーシート）にまとめられる。そこには各審判員がどの競技者にイエローパドルやレッドカードと判断したのか、反則の種類、時刻が明記されている。集計用紙は、競技者・関係者は閲覧することができる。また判定に対して抗議がなされた場合は、これに基づいて説明が行われる。

### コース
道路の場合は、1周最短1km - 最長2kmに設定しなければならない。コースレイアウトは周回コースでも直線折り返しコースでも構わない。

### 給水・給食など
10kmを超える種目では、周回ごとに飲食物供給所を設置する。10kmまでの種目では、気象状況に応じて水・スポンジの供給所を適当な間隔で設置する。
飲食物は主催者のほかに選手が用意することも可能で、主催者に許可された人が選手に手渡しても良い。一定レベルの国際大会や日本陸連主催または共催の競技会では、1チーム最大2名のチーム役員（給水係）が同時にテーブル後方に位置し選手に渡すことができる。供給所内で手に取るか手渡されたもの、またはスタート時から持っているものであれば、選手は持つだけでなく身体に身に着けて運ぶこともできる。

### 記録
途中計時のタイム（10km、15km、30kmなど）もその競技者がフィニッシュして記録が成立すれば、個人の記録として公認される。現在の男女10km・15kmの日本記録の多くは各20km競歩の途中計時である。

## 種目
トラック種目
- 3000メートル競歩
- 5000メートル競歩
- 10000メートル競歩
- 20000メートル競歩
- 30000メートル競歩
- 50000メートル競歩
- 2時間競歩

ロード種目
- 10キロメートル競歩
- 20キロメートル競歩
- 35キロメートル競歩
- 50キロメートル競歩
- 競歩リレー

## 主な大会

### 国際大会
- オリンピック
- 世界陸上競技選手権大会
- 世界競歩チーム選手権大会
- ワールドチャレンジ競歩

### 国内大会
各競技会では一般の部のほかに、ジュニア（高校生、中学生）の部が開催されている。
10月
- 全日本マスターズ競歩大会（岩手県北上市 : 北上総合運動公園）

11月
- 全日本35km競歩高畠大会（山形県高畠町）
- ひろしま県央競歩大会

12月
- 長崎陸協競歩大会 (長崎県諫早市 : 長崎県立総合運動公園陸上競技場)

1月
- 元旦競歩（東京都渋谷区 : 神宮外苑絵画館周辺歩道コース）

2月
- 日本陸上競技選手権大会男子20キロ 女子20キロ競歩（兵庫県神戸市 : 六甲アイランド）

3月
- 全日本競歩能美大会兼日本学生20km競歩選手権大会兼日本陸上競技選手権大会35キロ競歩（石川県能美市）

過去
- 全日本競歩広島大会（広島県広島市商工センター）→1993年9月に翌1994年広島アジア大会で使用されるコースで1度だけ行われた競技会。
- びわ湖全日本女子競歩大会（滋賀県大津市皇子山陸上競技場）→1985年より3月開催でびわ湖毎日マラソンのスタート前に行われていた女子だけの競技会（5000メートル競歩）。2004年終了。
- 日本ジュニア選手権競歩大会（石川県金沢市）2012年まで開催。

## 日本の競歩選手

### 男子
- 明石顕
- 荒井広宙
- 池島大介
- 池田向希
- 今村文男 - 現IAAF競歩委員会委員（日本人初）
- 勝木隼人
- 川野将虎
- 小林快
- 鈴木雄介
- 高橋英輝
- 谷井孝行
- 野田明宏
- 松永大介
- 丸尾知司
- 森岡紘一朗
- 栁澤哲
- 山崎勇喜
- 山西利和

### 女子
- 板倉美紀
- 大利久美
- 川崎真裕美
- 坂倉良子
- 渕瀬真寿美
- 岡田久美子
- 藤井菜々子